# Победа (Узденский район)
Победа (бел. Пабе́да) — посёлок в Узденском районе Минской области Республики Беларусь. В составе Хотлянского сельсовета.

## География
Ближайшие населённые пункты Толкачевичи-1, Толкачевичи-2, Веселовка и др.

## История
До 1 апреля 1960 года посёлок входил в состав Шацкого сельсовета.

## Население

### Численность
- 2019 год — 6 человек

### Динамика
- 1999 год — 17 жителей (перепись населения)
- 2009 год — 13 человек (перепись населения)[3]
- 2019 год — 6 человек (перепись населения)